# Acalypha guineensis
Acalypha guineensis är en törelväxtart som beskrevs av John Kenneth Morton och Geoffrey A. Levin. Acalypha guineensis ingår i släktet akalyfor, och familjen törelväxter. Inga underarter finns listade i Catalogue of Life.